# متلازمة سماك الولادة المبكرة
متلازمة سماك الولادة المبكرة مرض جلدي له أسباب وراثية معروفة. هذه المتلازمة هي فئة فرعية نادرة من السماك الخلقي الصبغي الجسمي المتنحي. ترتبط بحدوث مضاعفات في الثلث الأخير من الحمل ما يؤدي إلى الولادة المبكرة. على الرغم من أنها أكثر انتشارًا بين الأفراد من أصل اسكندنافي، تظهر أيضًا حالات متفرقة لدى أشخاص من أصل ياباني وإيطالي وهندي. يُشار إلى هذا الاضطراب أيضًا باسم السماك الخلقي من النوع الرابع.

## العلامات والأعراض
غالبا ما يُخلط بين الأعراض المصاحبة لهذا الاضطراب واضطرابات جلدية أخرى. الأعراض المذكورة أدناه هي تلك المرافقة لمتلازمة سماك الولادة المبكرة تحديدًا.

### الولادة المبكرة
تكون حالات الحمل بجنين مصاب بهذه المتلازمة معقدة بسبب الاستسقاء السلوي. تنشأ المضاعفات بسبب تعكر السائل السلوي الناتج بقشور الجلد المتساقطة. نتيجة لذلك، يصعب إجراء التصوير بالموجات فوق الصوتية. تحدث الولادة بعد نحو 30-34 أسبوعًا من الحمل ويولد الطفل مبكرًا بسبب ظروف البيئة القاسية في الرحم.

### طبقة جُبنية سميكة من الجلد
تغطي طبقة بيضاء من مادة متقشرة سميكة سطح جلد الرضيع. تتسم الحالة بتجمع الأغشية في الطبقة العليا من الجلد على خلايا البشرة.

### جلد متقشر
يتماشى وجود جلد أحمر بشكل مستمر وبنية إسفنجية ومتقشرة للجلد مع هذه المتلازمة.

### مشاكل تنفسية
بعد الولادة المبكرة، يعاني الطفل غالبًا من اختناق حديثي الولادة الناتج عن تنفس الحطام السلوي الذي يتكون بشكل أساسي من خلايا الجلد المتساقطة. حديث الولادة هو الرضيع الصغير جدًا والسائل السلوي هو البيئة السائلة التي تغمر الطفل داخل الرحم.

### فرط الحمضات
الحمضات هي أحد أنواع خلايا الدم البيضاء تساعد على حماية الجسم من بعض أنواع العدوى وتشارك في الاستجابات التحسسية. فرط الحمضات هو زيادة غير طبيعية في الحمضات في الأنسجة أو في الدم أو في كليهما، وتظهر لدى الأفراد الذين يولدون مصابين بهذه المتلازمة.

## الوراثة

### نمط الوراثة
ترتبط هذه المتلازمة النادرة بنمط وراثة صبغي جسدي متنحي. يُصنف الوالدان على أنهما حاملين للمرض متغايري الزيجوت ويبلغ احتمال إصابة النسل 25%. يجب أن يمتلك كلا الوالدين الأليل المتحور من أجل نقل المرض إلى ذريتهما ويجب أن يرث الابن أو الابنة كلا الأليلين المتحورين ليظهر التعبير عن المرض.

### السبب الوراثي
تحدث متلازمة سماك الولادة المبكرة بسبب عدد من الطفرات في مواقع مختلفة من الجين FATP4. يرتبط حدوث طفرة لاغية واحدة وعدد من الطفرات المغلطة في جين FATP4 (SLC27A4) الذي يرمّز بروتين نقل الأحماض الدهنية 4 مع متلازمة سماك الولادة المبكرة. رُبطت أيضًا طفرات موقع الوصل بحدوث متلازمة سماك الولادة المبكرة. عندما يتحور موقع الوصل بين الإكسونات والإنترونات، فإنه يؤدي إلى حذف أو تكرار من شأنه تغيير استقرار البروتين الذي يرمّزه الحمض النووي الريبوزي أو سلامته.
عند وجود طفرة في الترميز الجيني لهذا البروتين، لا يكون البروتين المنتَج مستقرًا أو قادرًا على أداء دوره. ويصبح المسار الذي يشارك فيه هذا البروتين معطلًا وغالبًا ما ينشأ نمط ظاهري مَرَضي. في هذه الحالة بالذات، يتشوه بروتين نقل الأحماض الدهنية 4 بسبب وجود طفرات في جين FATP4 ويحدث خلل في المسار الأيضي الليبيدي في الجلد الذي يشارك فيه هذا البروتين.
يؤدي ذلك إلى تكوين خلايا غير طبيعية في بشرة الجلد وتشكيل معيب لحاجز البشرة وفشل المحافظة عليه. تفسر هذه الأسباب الوراثية الكامنة أعراض النمط الظاهري الجلدي الأدمي القشري الجاف المعبر عنه.
جينات متلازمة سماك الولادة المبكرة منفصلة عن الموقع العام المعروف للسماك الخلقي الصبغي الجسمي المتنحي. حُدد موقع جيني خاص لمتلازمة سماك الولادة المبكرة وهو ما يسهل تشخيصها.